# Jonathan Schoop
Jonathan Rufino Jezus Schoop (né le 16 octobre 1991 à Willemstad, Curaçao) est un joueur de deuxième but des Tigers de Détroit en Ligue majeure de baseball.

## Carrière
Jonathan Schoop signe son premier contrat professionnel en 2008 avec les Orioles de Baltimore. Dans les ligues mineures, il évolue aux positions d'arrêt-court et de joueur de deuxième but. Considéré comme l'un des meilleurs espoirs de l'organisation des Orioles, Schoop apparaît en 2012 au 82e rang de la liste annuelle des 100 meilleurs joueurs d'avenir dressée par Baseball America. Avec Manny Machado, un autre joueur de champ intérieur très prometteur, il représente les Orioles au match des étoiles du futur disputé à l'été 2011 à Phoenix. Il gagne ensuite pour la saison 2011 le prix Brooks Robinson remis au meilleur joueur de ligues mineures appartenant aux Orioles. Schoop participe en 2012 au Championnat d'Europe de baseball avec l'équipe des Pays-Bas. 
Jonathan Schoop fait son entrée dans le baseball majeur avec les Orioles de Baltimore le 25 septembre 2013. Il connaît un très fort premier match en se rendant 3 fois sur les buts en 4 passages au bâton, grâce à deux coups sûrs et un but-sur-balles. Il marque 3 points et en produit un à l'aide de son premier coup de circuit en carrière, réussi aux dépens du lanceur Kyle Drabek des Blue Jays de Toronto. Dès son premier passage à la plaque dans cette rencontre, il avait réussi contre Esmil Rogers son premier coup sûr dans les majeures,. Schoop frappe pour une moyenne au bâton de ,286 avec 4 coups sûrs en 14 lors de ses 5 premiers matchs pour les Orioles en fin de saison 2013. 
Schoop beaucoup plus de matchs (123 contre 17) au deuxième but en 2014 mais son jeu défensif n'est pas bonifié de prouesses offensives, puisque sa moyenne au bâton de ,209 est peu remarquable. Il démontre à l'occasion une certaine puissance au bâton avec 16 circuits et 45 points produits.
Pour les Orioles, Schoop est d'abord aligné au deuxième but à la fin 2013 et pour amorcer la saison 2014, alors que son coéquipier Ryan Flaherty remplace Manny Machado, blessé, au troisième but. Lorsque l'arrêt-court J. J. Hardy est à son tour blessé, Flaherty le remplace dans l'alignement et Schoop prend le troisième coussin laissé vacant.
Comme joueur de deuxième coussin des Orioles en 2014, Schoop connaît une très décevante saison à l'attaque avec une moyenne au bâton d'à peine ,209 en 137 parties jouées. Participant pour la première fois aux séries éliminatoires, il ne frappe que pour ,190 avec deux points produits et deux buts volés en 7 matchs.
Il fait beaucoup mieux en 2015. Il ne joue que 86 matchs mais frappe 15 circuits et cumule 39 points produits, soit un circuit et 6 points produits de moins que ses totaux atteint en 51 matchs joués de plus la saison précédente. Il hausse également sa moyenne au bâton à ,279 en 2015 malgré une moyenne de présence sur les buts (,306) peu reluisante. Encore une fois, il est surtout aligné au deuxième but.